# Rundtanzen am Eis

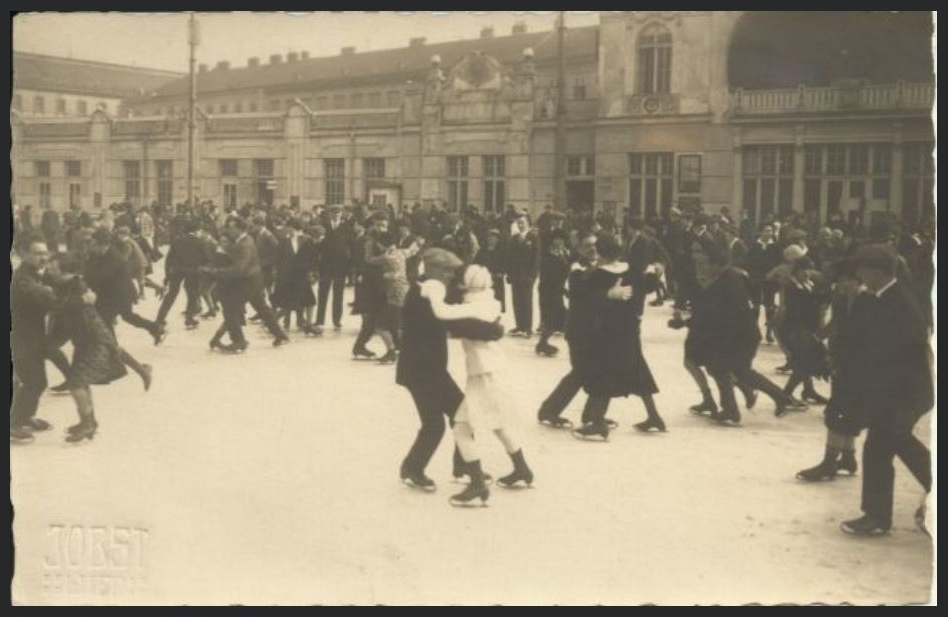
Tanzkreis am Wiener Eislaufverein (1920er-Jahre)

Rundtanzen am Eis ist Gesellschaftstanzen am Eis in einem Tanzkreis. Rundtanzen ist kein Wettkampfsport und unterliegt keinem Regelwerk. Es entwickelte sich ab 1868 am Platz des Wiener Eislauf-Vereins. Die Tradition des Rundtanzens wird mündlich von Generation zu Generation weitergegeben. Heute wird es in Wien und München praktiziert. Die UNESCO wurde das Rundtanzen am Eis im Oktober 2018 in das österreichische Verzeichnis des immateriellen Kulturerbes aufgenommen.

## Der Tanzkreis
Der Tanzkreis ist Treffpunkt und Raum für das Rundtanzen. Er ist eine Wiener Erfindung schreibt Ingrid Wendl. Dabei wird der Tanzkreis während des normalen Publikumslaufens, meist durch Schnüre, für die Tänzer abgegrenzt. Früher wurden auch die Tänzerinnen und Tänzer als Gruppe, mit dem Begriff Tanzkreis bezeichnet. Wie in einem Ballsaal wird gegen den Uhrzeigersinn getanzt.

## Abgrenzung Rundtanzen – Eistanzen
Rundtanzen hat sich als Gesellschaftstanz auf dem Eis etabliert und wird nur zum Vergnügen ausgeübt. Aus dem Rundtanzen hat sich das Eistanzen als Wettkampfsportart entwickelt. Im Tanzkreis können mehrere Paare oder Gruppen gleichzeitig frei tanzen. Die Paare oder Gruppen können selbst wählen, welche Tänze zu welcher Musik getanzt werden. Die Schrittfolgen sind, je nach Können und Ausdauer, beliebig anpassbar. Wesentlich ist, dass die Schrittfolge zum Takt der Musik passt und konstanter Schwung beibehalten wird.
Eistanzen wird auf einer rechteckigen Fläche, üblicherweise 60 × 30 m ausgeübt. Die ISU (International Skating Union) gibt einen Katalog an Mustertänzen, früher Pflichttänze genannt, vor. Die Schrittfolgen und Spurenbilder sind zu jedem Tanz exakt vorgegeben. Für die Mustertänze gibt es Bewertungskriterien, die eine Bewertung durch Preisrichter im Wettkampf ermöglichen.
Einige Mustertänze gehen in ihrer ursprünglichen Form auf Rundtänze zurück. So entwickelte sich zum Beispiel der "Fourteenstep" aus dem sogenannten Schöller-Marsch.

## Geschichte
Die Ursprünge des Rundtanzens gehen auf die Auftritte des amerikanischen Eiskunstläufers Jackson Haines am Platz des neu gegründeten Wiener-Eislauf-Vereins im Februar 1868 zurück. Dabei lief er mehrere Tänze, unter anderem einen Walzer, über das Eis. Vor allem diese, später Haines-Walzer genannte, Übertragung des Wiener Walzers auf das Eis begeisterte das Publikum. Er konnte sowohl von einem Tänzer, als auch paarweise getanzt werden. Angelehnt an die damals in Wien populär gewordenen Bälle, etablierten sich bald Tanzveranstaltungen und Kostümfeste auf dem Eis, als Teil des Gesellschaftslebens.
Erste Rundtänze finden sich in dem Buch "Spuren auf dem Eise". In der ersten Auflage von 1881 finden sich drei Tänze, die im Kreis getanzt wurden:
- Haynes-Walzer
- Der Amerikanische Walzer
- Die Polka Mazurka

In der zweiten Auflage von "Spuren auf dem Eise" von 1892 wurden bereits 17 Tänze, so der "Schöller-Marsch" und der "Neu-Links-Walzer" beschrieben.
Weitere Tänze wurden in "Kunstfertigkeit im Eislaufen" veröffentlicht.
Im Jahre 1932 schrieb die Linzer Tages Post „ ... werfen wir einen Blick auf die Entstehung des Tanzes auf dem Eis und seine Heimstätten. Wir müssen uns in die Zeit vor etwa 40 Jahren zurückversetzen, in das alte Wien der Linienwälle. Die Wiege des "Wiener Tanzes auf dem Eise" stand im alten Wiener Eislaufverein, dort, wo heute ein Bahnhof ist, und beim Engelmann in Hernals. ... Der Haynes Walzer herrschte damals unumschränkt. ... In den Neunziger Jahren kam ... der Schöller-Schritt und der Schöller Walzer.“
Die Tänze änderten sich im Laufe der Jahre, die Schritte wurden verziert oder wieder vereinfacht. Erwähnt wird das beim Zehnerschritt (Vorläufer des Vierzehners (Fourteenstep)) in "Ice Hockey Skating and Dancing": ‘It is optional whether these steps, ... , are done as an ordinary chassé, or whether, in the second step, the right foot is placed behind the left and the left then raised off the ice.’ – kurz mit oder ohne Hinterkreuzen.

## Heute
Beim Rundtanzen am Eis haben sich wesentliche Elemente der Wiener Tanzkultur erhalten. Das Nebeneinander von Paar- und Gruppentänzen hat große Parallelen mit den Tanzfesten der Biedermeierzeit und den Wiener Bällen in der Mitte des 19. Jahrhunderts. So werden unterschiedliche Versionen eines Tanzes gleichzeitig nebeneinander getanzt (siehe oben Zehnerschritt).
Die heute noch gebräuchlichen Tänze sind:
- Kilian
- Walzer (Schöller-Walzer, Durchgedrehter Walzer, Herzln)
- Java (16er Schritt)
- Tango

Als Gruppentänze gibt es den Kettenkilian, den Kreiswalzer, den Knopf, sowie das Knödel. Eine Mischform ist der Reihenkilian – dabei tanzen mehrere Paare hintereinander synchron denselben Schritt. Eine Besonderheit unter den Gruppentänzen ist der Kreiswalzer. Dabei halten sich eine beliebige Anzahl von Tänzern lose an den Händen und bilden einen Kreis. Jeder kann ohne einen Tanzpartner spontan mitmachen. Eine Person übernimmt die Leitung und sagt spezielle Drehungen und Richtungswechsel an. Damit ist der Kreiswalzer ein echtes Tanzspiel (Cottilon), wie sie im 19. Jahrhundert äußerst beliebt waren, heute aber kaum mehr ausgeübt werden.
Der Kilian wird als Rundtanz in seiner ursprünglichen Form mit einem Mohawk getanzt. Der ISU Mustertanz Kilian wurde durch einen Choctaw weiterentwickelt. Der Walzer wird als Schöller-Walzer, als Durchgedrehter Walzer (vormals "Neu-Links-Walzer") oder mit dem Herzlschritt getanzt. Der Herzlschritt besteht aus einer Aneinanderreihung von Dreiern und kann als Weiterentwicklung des Engländers (Once-back) gesehen werden.
Der Java ist ein Tanz, der aus 16 Schritten besteht. Schritttechnisch handelt es sich um eine Kombination aus dem Schöller-Marsch und dem Haines-Walzer. „An interesting combination valse, containing figures of both the ‚Ten-Step‘ and the ‚Jackson Haines‘ valses, may be made by introducing preliminary steps of the ‚Ten-Step‘ and adding to them the peculiar steps characteristic of the ‚Jackson Haines‘ valse.“ Dies könnte auch den Namen Java (JAckson Haines VAlse), welcher in München als Jawa (JAckson Haines WAlzer) bezeichnet wird, erklären.
In München wird als Besonderheit der Münchner Dipferl getanzt, der gewisse Ähnlichkeiten mit dem Kettenkilian hat.
Die einzelnen Tanzschritte der Tänze werden beim Rundtanzen frei miteinander kombiniert, abhängig vom Platz und Können der Eistänzer und Eistänzerinnen.

### Erlernen des Sportes
Der Einstieg in diese Sportart ist verhältnismäßig leicht, sofern einfache Kunstlaufschritte, Laufschritte vor- und rückwärts, sowie Drehungen wie Mohawk und Dreier beherrscht werden.
Kurse im Rundtanzen werden in Wien am Platz Wiener Eislauf-Vereins, auf der Kunsteisbahn Engelmann und in der Wiener EisStadthalle angeboten.
In München werden ebenfalls immer wieder Kurse angeboten.